# ويليام ر. بينيت جونيور
ويليام ر. بينيت جونيور (بالإنجليزية: William R. Bennett, Jr.)‏ هو فيزيائي ومؤلف وأستاذ جامعي أمريكي، ولد في 30 يناير 1930 في جيرسي سيتي في الولايات المتحدة، وتوفي في 29 يونيو 2008 في Haverford, Pennsylvania ‏ في الولايات المتحدة بسبب سرطان المريء.